# Музеј Западна Македонија у НОБ
Музеј „Западна Македонија у НОБ“ (мкд. Музеј „Западна Македонија во НОБ“) је културна институција са седштем у граду Кичеву, која окупља грађу везану уз противосманлијске устанке у 19. веку, Илиндански устанак и Народноослободилачку борбу на простору Западне Македоније. Музеј је отворен 1980. године.

## Историјат
Зграда, у којој се данас налази музеј, изграђена је 1892. године. Посебно важну улогу играла је током НОБ-а, када је у њој септембра 1943. године било седиште Главног штаба НОВ и ПО Македоније. Зграда је преуређена у музеј са сталним поставом, који је свечано отворен 11. октобра 1980. године.